# Venkigau

Kerngebiet des Venkigaus. (Die gesamte Ausdehnung umfasste später auch die angrenzenden Moorgebiete.)

Der Venkigau (auch Fenkiongau oder Fenkingau) umfasste einen stammesmäßig geschlossenen keltisch/germanischen Siedlungsraum, der hauptsächlich östlich der Ems und südöstlich der heutigen Stadt Lingen lag. Dieser hatte eine eigene Gerichtsbarkeit, das Gogericht, das sich in Friduren (heute Freren) befand.

## Herkunft des Namens
Der Begriff Venkigau (oder Fenkingau) setzt sich aus dem Bestimmungswort: kelt. Fenkin (dtsch. kleine Hirse) oder möglicherweise auch Vehn, Fehne (dtsch. Moor, Torf) und dem Grundwort: Gouwe, Gouwi, Gau (dtsch. Landschaft) zusammen.

## Geschichte
Abt Gerbert Castus leitete um 800 n. Chr. von Visbek aus die Christianisierung der Sachsen u. a. im Venkigau ein. Die Pfarrkirche in Freren ist eine Gründung Visbeker Missionare. Zuvor waren ab 780 n. Chr. von Karl dem Großen (* wahrscheinlich 2. April 747 oder 748; † 28. Januar 814 in Aachen) Missionssprengel zur Christianisierung der unterworfenen Sachsen errichtet worden, von denen die "cellula fiscbechi" (Visbek) laut Urkunde Ludwigs des Frommen vom 1. September 819 einen bildete. Diese Urkunde wird jedoch inzwischen als Totalfälschung aus dem späten 10. Jahrhundert angesehen. Spätestens ab dem Jahre 855 unterstand durch eine Schenkung Ludwigs des Deutschen der Missionsbezirk Venkigau dem Kloster Corvey.

## Umfang des Venkigaus
Der Venkigau erstreckte sich hauptsächlich östlich der Ems, im Süden von Listrup bis zum Großen Heiligen Meer bei Recke. Im Norden grenzte Venki an den Gau Agradin und den Hasegau, im Westen, auf der westlichen Seite der Ems, befand sich der Gau Bursibant, im Osten der Varngau. Die Ausdehnung des Venkigaus war im Wesentlichen durch die umgebenden Sumpfflächen beschränkt. In den Heberegistern der Abtei Werden, die bis ins 9. Jahrhundert zurückreichen, werden die zum Venkigau gehörenden Ortschaften erwähnt:
- 835 Messingen
- 836 Thuine
- 890 Ahlde, Beesten, Feilbexten, Gersten, Heitel, Hestrup, Hummeldorf, Hüvede, Langen, Listrup, Plantlünne, Schapen, Spelle, Varenrode
- 891 Freren, Lengerich
- 1000 Baccum, Bramsche, Estringen, Hange, Münnigbüren, Settlage, Sudderwehe, Suttrup, Wilsten
- 1150 Mundersum, Polle, Sommeringen,
- 1188 Barel, Espel

975 Lingen, 1000 Bramhar, 1150 Altenlingen gehörten auch zum Venkigau. Ob auch eine Tributpflicht nach Werden oder Corvey bestand, ist derzeit nicht ganz geklärt.
Allerdings ist nach der Untersuchung von Sebastian Kreyenschulte der Vinkigau ein von Gelehrten geschaffener Mythos, der einer quellenkritischen Untersuchung nicht standhält, so dass dieser Gau zur Sachsenzeit und in früher fränkischer Zeit möglicherweise gar nicht existiert hat.